# Napheesa Collier
Napheesa Collier (ur. 23 września 1996 w O’Fallon) – amerykańska koszykarka występująca na pozycji silnej skrzydłowej, reprezentantka kraju, obecnie zawodniczka Euroleasing Sopron Basket, a w okresie letnim Minnesota Lynx w WNBA.
W latach 2013–2015 była wybierana najlepszą zawodniczką szkół średnich stanu Missouri (Gatorade Missouri Player of the Year). W 2015 została wybrana do I składu WBCA High School All-American, McDonald’s All-American, Naismith High School All-America, USA Today All-USA i All-Missouri. Poprowadziła swoją szkolną drużynę do trzech mistrzostw stanu Missouri klasy 4.
14 maja 2021 dołączyła do węgierskiego Euroleasing Sopron Basket.

## Osiągnięcia

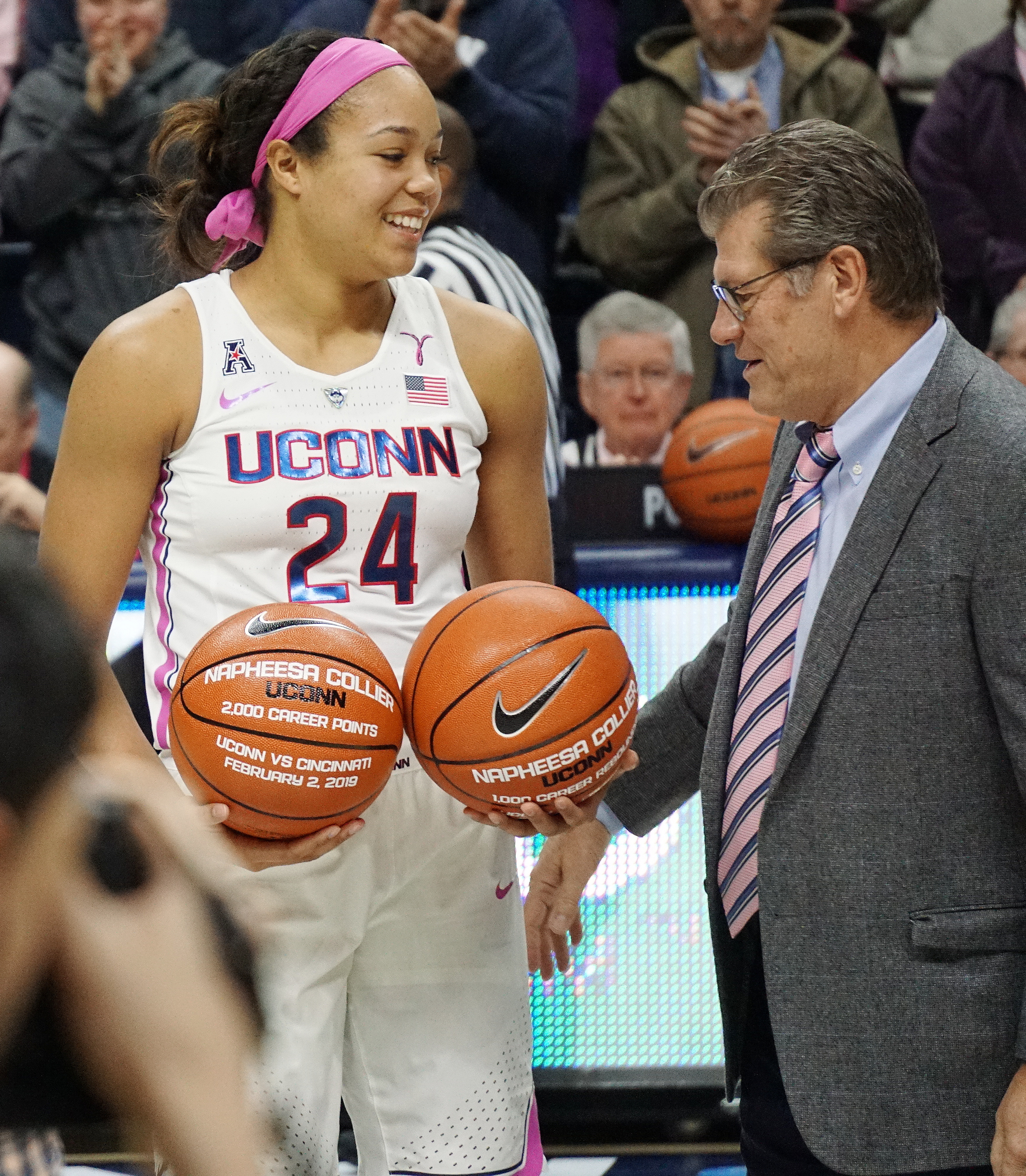
Naphessa Collier z nagrodami za zdobycie 2000 punktów i 1000 zbiórek w NCAA

Stan na 19 lutego 2022, na podstawie, o ile nie zaznaczono inaczej..

### NCAA
- Mistrzyni:
  - NCAA (2016)
  - turnieju konferencji American Athletic (AAC – 2016–2019)
  - sezonu regularnego AAC (2016–2019)
- Uczestniczka rozgrywek NCAA Final Four (2014, 2015)
- Zawodniczka roku AAC (2017, 2019)
- Defensywna zawodniczka roku AAC (2019)
- Laureatka nagrody – Katrina McClain Award (2019)
- Most Outstanding Player (MOP=MVP) turnieju:
  - konferencji American Athletic (2019)
  - regionalnego NCAA w:
    - Albany (2019)
    - Bridgeport (2017)
- Zaliczona do:
  - I składu:
    - All-American (2017 przez WBCA, USBWA, Associated Press, 2019 przez WBCA, USBWA, Associated Press)
    - AAC (2017–2019)
    - turnieju NCAA Final Four (2018)
    - najlepszych pierwszorocznych zawodniczek AAC (2016)

  - III składu All-American (2018 przez Associated Press)

### Drużynowe
- Wicemistrzyni Francji (2021)[4]

### Indywidualne
(* – nagrody przyznane przez portal eurobasket.com)
- Zaliczona do*[5]:
  - I składu zawodniczek zagranicznych francuskiej ligi LFB (2021)
  - II składu francuskiej ligi LFB (2021)

### WNBA
- Debiutantka roku WNBA (2019)[6]
- Zaliczona do:
  - I składu debiutantek WNBA (2019)[7]
  - II składu:
    - WNBA (2020)[8]
    - defensywnego WNBA (2020)[9]
- Uczestniczka meczu gwiazd:
  - WNBA (2019)
  - kadra USA vs gwiazdy WNBA (2021)[10]

### Reprezentacja
- Mistrzyni:
  - olimpijska (2020[11], 2024[12])
  - Ameryki:
    - 2019[13]
    - U–18 (2014)

  - świata U–19 (2015)
  - igrzysk olimpijskich młodzieży 3x3 (2014)
- Wicemistrzyni USA:
  - 3x3 (2013)
  - 3x3 U–18 (2013)
- Zaliczona do I składu mistrzostw świata U–19 (2015)